# Марна, Марсель
Марсель Марна́ (фр. Marcel Marnat; 6 июля 1933, 7-й округ Лиона — 17 декабря 2024[…], Исси-ле-Мулино) — французский музыковед и музыкальный журналист.
Автор основательных книг о жизни и творчестве Антонио Вивальди, Игоря Стравинского, Модеста Мусоргского, Йозефа Гайдна и, в особенности, ряда публикаций, связанных с Морисом Равелем, включая каталог его сочинений. Сочувственные отзывы прессы и несколько премий получила также написанная Марна творческая биография Джакомо Пуччини (2005). Статьи Марна выходили в таких газетах и журналах, как Les Lettres Françaises, Le Monde, La Nouvelle Revue Française и др. Кроме того, Марна написал комментарии к нескольким сотням дисков академической музыки. В 1978—1992 годах он входил в состав программной дирекции радио France Musique, сотрудничал также с Radio Suisse Romande, выступал как ведущий на концертах классической музыки по всей Франции, а также в Италии, Швейцарии и других странах. Помимо этого, Марселю Марна принадлежит также ряд публикации о визуальном искусстве и кинематографе.
Умер 17 декабря 2024 года в Париже в возрасте 91 года.